# ロシアにおけるイスラーム

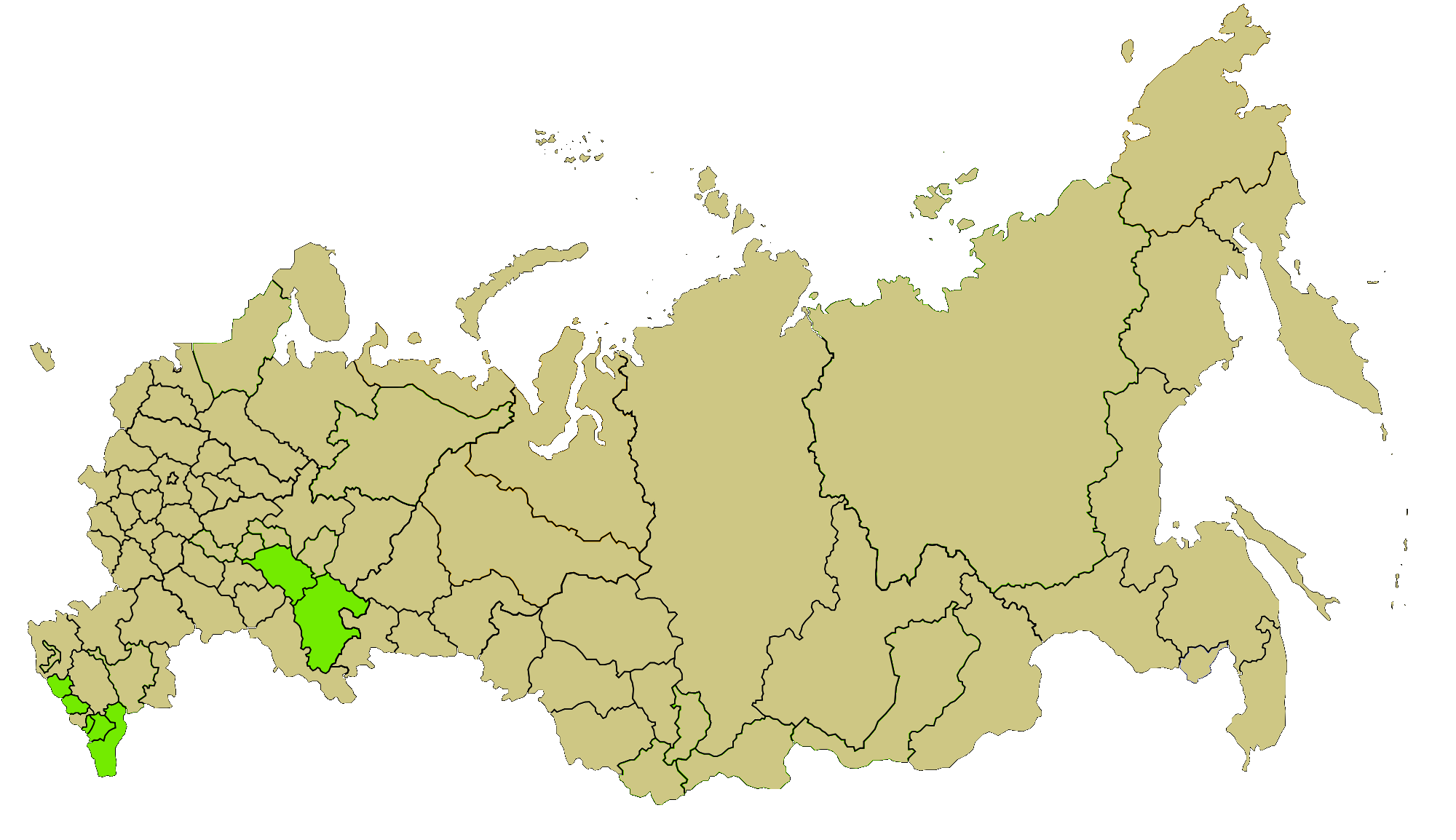
ロシアのイスラム教徒が多く住む地域

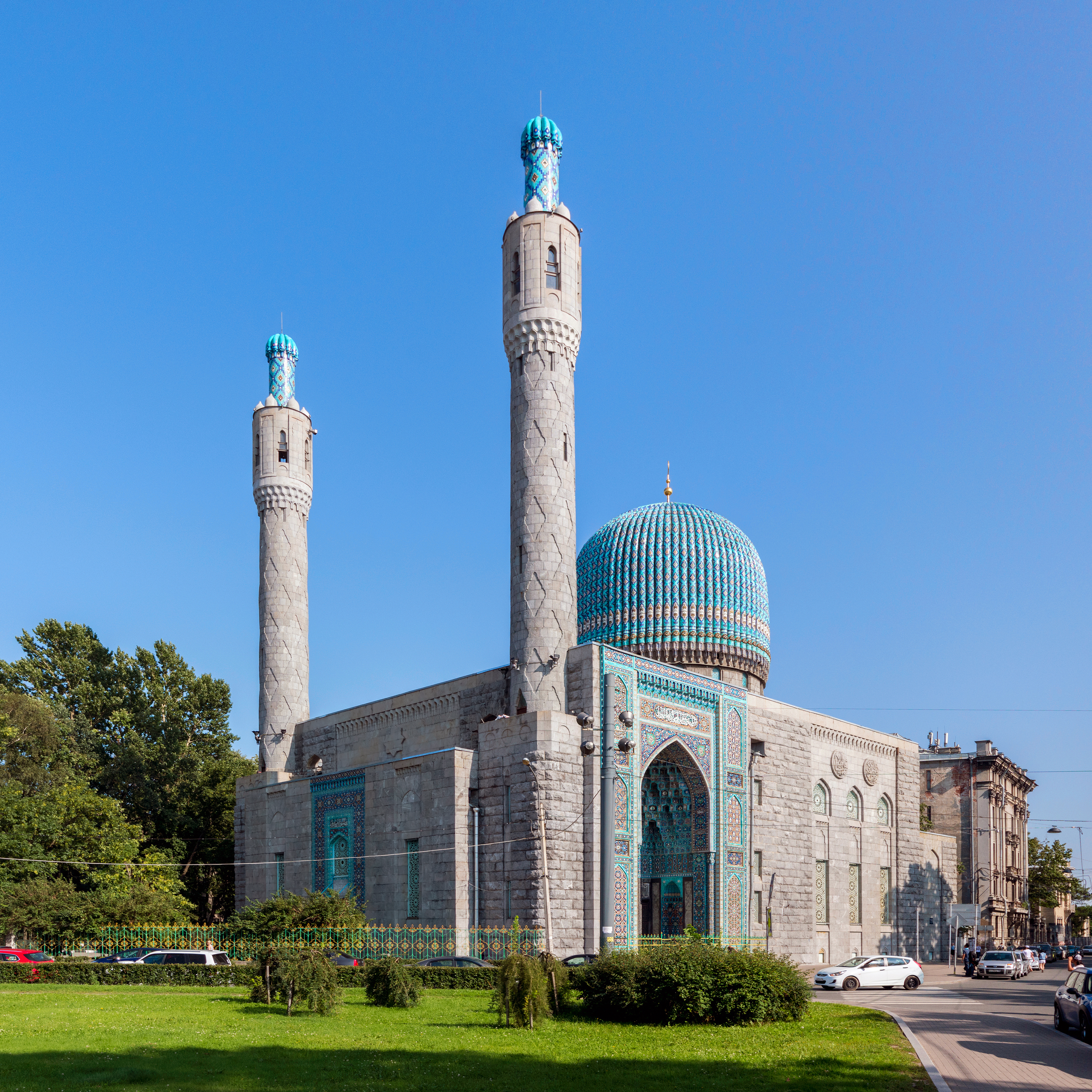
サンクトペテルブルク・モスク
（サンクトペテルブルク）

ロシア国内に居住するムスリムの人口は、総人口の15-20%（アメリカ合衆国国務省推計）から、約6%（世論調査機関VTsIOMの2006年調査）と推計される。ムスリムの人口増加率は、ロシア人のものよりも高いため、21世紀半ばには、ロシアの人口の3分の1がムスリムになるという推計も存在する。
現在のロシアにおけるムスリム人口の大半は、北カフカースのアディゲ人、バルカル人、ノガイ人、チェチェン人、チェルケス人、イングーシ人、カバルダ人、カラチャイ人、ダゲスタンの諸民族や、ヴォルガ川中流域のタタール人、バシキール人で占められる。
ロシアにおけるムスリムの大半はスンナ派に属し、シーア派に属するアゼリー人や、スーフィズムの影響が強いチェチェン人のような存在は例外的である。

## 歴史
8世紀に、北カフカースがアラブ人に征服され、現在のダゲスタンの住民がイスラームに改宗したのが、今日ロシア領となっている地域にイスラームがもたらされた最初の事例である。10世紀には、ヴォルガ川中流域にムスリム国家（ヴォルガ・ブルガール国）が建国され、多くのテュルク系住民がイスラームを受容した。
キエフ・ルーシも、ヴォルガ・ブルガール国からのイスラームの宣教を受ける立場にあったが、東スラヴ人はキリスト教を受容し、イスラーム化することはなかった。
ロシア国家がムスリム住民を包含するようになるのは、16世紀のヴォルガ川中流域の征服に始まる。
1552年にはカザン・ハン国、1556年にはヴォルガ川下流域のアストラハン・ハン国、1739年にはクリミア・ハン国がロシア帝国に征服された。16世紀にはシビル・ハン国が征服され、その後のロシア帝国のシベリア進出のきっかけとなった。18-19世紀には、北カフカース、アゼルバイジャン、および中央アジアもロシア帝国に征服される。
正教を国教とするロシア帝国において、ムスリムは法的にキリスト教徒と異なる扱いを受け、土地所有や軍役に対しても制約が設けられた。また特に郡部においては、ムスリム社会だけでなく、異族人（инородцы）と呼ばれたフィン系アニミズム教徒に対して、イスラームの宗教者はロシア正教会聖職者よりも強い影響力を持っていたため、ムスリムの反乱やオスマン帝国からの影響の浸透を恐れて、イスラームは内務当局から強く警戒された。
ヴォルガ川中流域等の早くからロシア領となったヨーロッパロシア部では、ロシア正教会による宣教が精力的に進められ、「クリャシェン」と呼ばれる受洗タタール人となる者も少なくなかった。
一方で、啓蒙専制君主のエカチェリーナ2世の治世においては、例外的にイスラームに対する寛容政策が取られ、内務省の管轄下でウラマー層を管理する公的機関として、オレンブルクに「オレンブルク・ムスリム宗務局」、シンフェロポリに「タヴリダ・ムスリム宗務局」が設置された。
19世紀半ばのロシアによる中央アジア征服後、タタール人商人はヨーロッパロシアと中央アジアとの交易ルートに食い込んだため、中継地であるカザン、ウファ、オレンブルク等の都市は、資本集積地として栄えた。また、多くのロシア国内のムスリムが、当時の中央アジアにおけるイスラーム諸学の中心地であったブハラに留学した。
19世紀末には、ムスリム知識人の間で、近代的教育の普及を目指す改革運動（ジャディード運動）が発生し、多くの民族エリートを輩出した。ロシア第一革命の際には、ロシア国内のムスリムの利害を代表する政党として「ロシア・ムスリム連盟」が結成され、国会にも代議員を送り込んだ。
1917年のロシア10月革命では、その後の内戦の混乱に乗じて、ヴォルガ川中流域、カフカース、クリミア、中央アジア等で独立運動が発生したが、その後のソビエト政権の権力掌握に伴い、こうした運動は全て鎮圧された。ソビエト体制下では、他の宗教と同様にイスラームに対しても抑圧政策が取られた。このような抑圧のため、祖国から脱出したムスリムも多くおり、その一部は日本に逃れてきた。彼らは日本にイスラム教を持ち込んだ最初期の人々であり、日本人はこの時、初めてイスラム教と直に接する機会を得たとされる。
第二次世界大戦中に、中央アジア出身者の動員を効果的に進めるため、イスラームに対する政府の政策は緩められ、ムスリム宗務局の再設置が行われた。

## 近年の動向
今日のロシア政府は、1980年代のアフガニスタンやイランに象徴されるイスラーム勢力の政治的台頭を警戒している。1990年には北カフカースのチェチェン共和国が独立宣言を行い、軍事的鎮圧のためにロシア政府は多くの負担を強いられた（第一次チェチェン紛争、第二次チェチェン紛争）。また、1990年代後半以降、ロシア高層アパート連続爆破事件や、モスクワ劇場占拠事件等のテロ事件が多発し、ロシア政府はこれらのテロ事件をイスラーム過激派による犯行とみなしている。
ソビエト連邦の崩壊後の現在、周辺の旧ソ連諸国からこうした過激なイスラーム勢力が浸透することを危惧するロシア政府は、中央アジア諸国の権威主義的指導者への支援や、上海協力機構の設立等を通して、政治的なイスラーム勢力の拡大を抑止しようと努めている。
一方で、1990年代以降、イスラームの復興を目指す動きも見られる。
ソ連崩壊後、メッカへの巡礼者数は急増しており、2006年には、ロシアから18,000名の巡礼者がサウジアラビアに向かった。コーランの出版やモスクの建設も盛んである。
1991年にモスクワに開設されたロシア・イスラーム文化センターは、マドラサ（高等学院）の運営も行っている。
また、カザンには、ロシア語とタタール語で授業を行うロシア・イスラーム大学が設立されている。
ダゲスタン共和国の首都マハチカラでは、『カフカースの声』『イスラーム報知』といった雑誌や、『イスラーム日報』のような新聞がロシア語で出版されている。
イスラームの復興が図られる中で、モスクの建設等をめぐり、周辺のロシア人住民とのトラブルが発生することも少なくない。ロシア社会の中で、ムスリムの権利向上を目指す動きも見られる。
タタールスタンのイマーム（導師）であるハティブ・ムカッダスを指導者として1995年に設立された「ロシア・ムスリム連盟」は、民族間の相互理解、ロシア人のイスラームに対する偏見の除去を目指して活動している。「ロシア・ムスリム連盟」は、第一次世界大戦前に国会にも議席を有していた同名の組織の後継組織を自認している。
「ヌール：全ロシア・ムスリム公共運動」は、イスラームの宗教者を支持基盤とし、ムスリムの政治的、経済的、文化的権利を擁護するための政党である。
また、イスラームの宗教者を統括する組織として、ムスリム宗務局が設置されている。
ソビエト時代には、ムスリムの宗教活動を監督する機関として4つの宗務局が設立されたが、そのうち、2つが現在のロシアに設置されていた。1つはヨーロッパロシアとシベリアを、もう1つは北カフカースを管轄している。1992年には、北カフカースの宗務局から、いくつかの組織が脱退し、独自の宗務局を設立する動きを見せた。また、タタールスタンとバシコルトスタンも、独自の宗務局を設立する等、各地域の独自の動きも見られる。